# Слендер (фильм)
«Слендер» (англ. Always Watching: A Marble Hornets Story) — американский фильм ужасов режиссёра Джеймса Морана и сценариста Йена Шорра, снятый по мотивам веб-сериала «Мраморные шершни» (англ. Marble Hornets), который в свою очередь построен на основе одноимённого персонажа сетевого фольклора.
Премьера фильма в Америке состоялась 7 апреля 2015 года, в России — 7 мая 2015 года. В главных ролях — Крис Маркетт, Александра Брекенридж и Джейк Макдорман.
Фильм снят в жанре псевдодокументального кино.

## Сюжет
Пролог. Молодые люди Илай и Джейми в панике бегут по лесу, стараясь от кого-то спрятаться. Джейми достигает автомобиля и садится в него, Илай внезапно останавливается, будто находясь под чьим-то контролем.
Бостон, штат Массачусетс. На корпоративной вечеринке одного кабельного телеканала знакомятся Майло Бёрнс (Крис Маркетт) и Сара Коувик (Александра Брекенридж) — будущие члены съёмочной группы. На следующий день они вместе с Чарли МакНилом (Джейк Макдорман) делают репортаж о работе службы исполнения: вместе с сотрудниками службы они объезжают дома, документируя, как они описывают имущество после выселения домовладельцев.
Вскоре доходит очередь до дома семьи Уитлок, и группа обнаруживает его внезапно брошенным: на столе лежит еда и недоделанная домашняя работа школьника, а на автоответчике записано множество сообщений от удивлённых родственников, друзей и коллег, куда все пропали. Подвал дома изрисован множеством символов в виде перечёркнутого крестом круга, там же находится исстрелянная мишень. Майло обнаруживает тайник с домашним видеоархивом, и, с разрешения сотрудника службы, ребята забирают кассеты себе.
Напарники, полагая, что из этого можно сделать неплохой репортаж, решают выяснить, куда исчезла семья Уитлок. В банке им сообщили, что их не выселяли. Соседи сказали, что отец семейства Дэн Уитлок (Майкл Бунин) после трагической смерти сына Джереми стал странным: постоянно носил с собой видеокамеру и всегда всё снимал, в том числе пустые пространства. Он обращался в полицию, что некто за ним следит, но кого-либо обнаружить не удалось.
Майло обнаруживает на одной из плёнок, где запечатлён детский праздник, что из-за деревьев, стоя неподвижно, наблюдает странный тип в костюме, лицо которого не рассмотреть. Позже обнаруживаются и другие записи с этим существом, в том числе запись, на которой Дэн демонстрирует своей жене Роуз (Александра Холден), что наблюдающее за ними существо видно только через объектив видеокамеры. Кадры, на которых видно существо, всегда с помехами и шумом. В доме Майло гаснет свет. Восстановив питание, Майло решает записать себя, пока спит. Камера засняла присутствие существа, которое коснулось шеи спящего Майло. Проснувшись, он обнаруживает у себя на шее отметину, подобно той, что видел в подвале у Уитлоков. Собака по кличке Марти чувствует чьё-то присутствие во дворе, Майло выходит во двор и видит, что вдалеке за ним наблюдает существо. В мгновение существо приблизилось к Майло.
Майло бежит домой к Саре, которая в тот момент была наедине с Чарли, и едва сдерживая эмоции от ужаса, обо всём им рассказывает, демонстрируя отметину на шее. Однако Чарли не верит ему, полагая, что у Майло приступ ревности, так как он тоже добивается внимания Сары. Во время объяснения силуэт существа появляется за окном. Друзья выставляют Майло за дверь. Через некоторое время, вернувшись домой, он обнаруживает у себя Чарли, который хочет расставить точки над «и». Позже туда приходит и Сара. Вспыхивает ссора. Майло чувствует присутствие существа и буквально умоляет Чарли осмотреть комнату через объектив видеокамеры. В комнате действительно обнаруживается существо, и друзья в ужасе убегают.
После ночёвки в гостинице отметину получает Чарли. Выясняется, что такие отметины со временем появились у всех членов семьи Уитлоков, и после того, как преследование неуязвимого существа стало неоспоримым, они принимают решение уехать из города.
Получив информацию о том, что банковская карта Дэна Уитлока была использована по некоему адресу в Колорадо, друзья решают отправиться туда, используя служебный минивэн. Во время остановки на ночлег в другой гостинице отметину получает и Сара. Между Майло и Чарли происходит драка: Чарли валит Майло на пол, и несколько раз бьёт ногой. Затем он собирается добить Майло микроволновкой, но в этот момент гаснет свет, в номере распахивается дверь, и на пороге появляется существо. Друзья, забыв обиды, убегают.
Следующую ночь ребята провели на дороге в машине, договорившись не включать камеры на ночь. Проснувшись утром, они обнаруживают отметину на минивэне, будто кто-то нарисовал её пальцем на запотевшем стекле. Собака Майло была обнаружена мертвой и с такой же красной отметиной.
Достигнув адреса дома в Колорадо, друзья обнаруживают на его месте пепелище. Недалеко от этого места они находят некий подземный бункер, где по всей видимости, Дэн оборудовал убежище, будучи одержимым мерами предосторожности от существа. Стены этого бункера полностью изрисованы отметинами. Там же они находят работающий видеорегистратор, записывавший со всех камер, которые были установлены в доме. Выясняется, что в одну из ночей Дэн, находясь под влиянием существа, задушил собственную дочь Тару (Морган Бастин), а после этого, пытался задушить и Роуз. Придя в себя после обморока, Роуз столкнула Дэна с лестницы, тем самым, убив его. Поражённая горем, миссис Уитлок поливает дом бензином и поджигает его, усевшись на диване в гостиной, обняв плюшевого зайца Тары.
Местный шериф сообщает друзьям, что Роуз всё-таки жива, но с тех пор сошла с ума. Друзья решают навестить её. Роуз объясняет Саре, что существо вторгнулось в их жизнь, потому что Дэн начал интересоваться им, сам искал его. Она не успевает договорить, что произошло сразу после смерти Дэна, так как при виде отметины на руке Сары у Роуз случается нервный срыв, и ребятам приходится уехать.
Друзья решают остаться на ночь в загородном доме. Чарли предлагает разбежаться всем трём, и никогда не встречаться, поскольку каждый из них теперь опасен для другого. Майло просматривает отснятый материал с Роуз. Он замечает, что на её руке исчезла отметина. Вывод напрашивается сам собой: чтобы существо прекратило преследовать всех, необходимо, чтобы первый из помеченных умер. Внезапно в доме появляется существо.
Не теряя ни секунды, Майло готовится убить себя через повешение, тем самым, принеся себя в жертву ради спасения друзей. Ему удаётся это сделать. Находясь под влиянием существа, Слендермен хватает биту и избивает Чарли. Сара бежит в лес, но там она натыкается на существо. Слендермен возвращает её в дом, после чего падает замертво.
Эпилог. Дэн и Роуз возвращаются домой с распродажи. Дэн хвастается Роуз б/у камерой, которую в тот день купил: «Она работает! Там даже кассета была — какие-то студенты по лесу бегают за мужиком в костюме, наверно фильм снимали или типа того».

## Актёры
| Актёр                 | Роль                                        |
| --------------------- | ------------------------------------------- |
| Крис Маркетт          | Майло Бёрнс оператор группы                 |
| Александра Брекенридж | Сара Коувик репортёр                        |
| Джейк Макдорман       | Чарли МакНил продюсер и возлюбленный Сары   |
| Даг Джонс             | Существо (Слендермен) (в титрах — Оператор) |
| Майкл Бунин           | Дэн Уитлок                                  |
| Александра Холден     | Роуз Уитлок                                 |
| Морган Бастин         | Тара Уитлок                                 |
| Элизабет Пейн         | Барбара Силирс директор канала              |
| Ангус Скримм          | Перси пациент в психиатрической клинике     |
| Стив Беренс           | полицейский                                 |
| пёс Райли             | Марти собака Майло                          |

## Восприятие
Фильм получил в основном негативные отзывы критиков.